# Pla des Blanquer
Pla des Blanquer este o arie protejată (arie de protecție specială avifaunistică — SPA) din Spania întinsă pe o suprafață de 860,33 ha, integral pe uscat.

## Localizare
Centrul sitului Pla des Blanquer este situat la coordonatele 39°41′06″N 3°04′02″E / 39.685°N 3.0671°E.

## Înființare
Situl Pla des Blanquer a fost declarat arie de protecție specială avifaunistică în ianuarie 2019 pentru a proteja 3 specii de animale.

## Biodiversitate
Situată în ecoregiunea mediteraneană, aria protejată nu include niciun habitat protejat.
La baza desemnării sitului se află mai multe specii protejate de  păsări (3): ciocârlie-cu-degete-scurte (Calandrella brachydactyla), Galerida theklae, turturică (Streptopelia turtur).